# Katharina Focke
Elsbeth Charlotte Katharina Focke z domu Friedlaender (ur. 8 października 1922 we Bonn, zm. 10 lipca 2016 w Kolonii) – niemiecka polityk i politolog, od 1972 do 1976 minister młodzieży, rodziny i zdrowia, deputowana Bundestagu i posłanka do Parlamentu Europejskiego I i II kadencji.

## Życiorys
Córka publicysty i polityka Ernsta Friedlaendera oraz lekarz Franziski Schulz. Od 1929 do 1931 mieszkała w Stanach Zjednoczonych, od 1931 do 1934 w Szwajcarii, następnie do 1946 w Liechtensteinie. W 1946 zdała egzamin maturalny w Davos. Studiowała następnie ekonomię narodową na Uniwersytecie Zuryskim oraz germanistykę, historię i anglistykę na Uniwersytecie Hamburskim. Od 1951 studiowała nauki polityczne na uczelni w Oklahomie, w 1954 obroniła doktorat z politologii na hamburskim uniwersytecie. Od lat 40. pracowała w redakcjach gazet „Merian” i „Die Zeit”. Od 1961 do 1969 kierowała europejskim centrum edukacji politycznej w Kolonii. Autorka publikacji naukowych dotyczący polityki europejskiej, tłumacz z języka angielskiego.
Od 1964 należała do Socjaldemokratycznej Partii Niemiec, a od 1966 do Gewerkschaft Erziehung und Wissenschaft. W latach 1966–1969 zasiadała w landtagu Nadrenii Północnej-Westfalii, a w latach 1969–1980 w Bundestagu VI, VII i VIII kadencji. Od 1969 do 1972 była sekretarzem stanu ds. parlamentarnych w kancelarii kanclerza, następnie do 1976 ministrem młodzieży, rodziny i zdrowia w gabinetach Willy’ego Brandta i Helmuta Schmidta. W 1979 i 1984 wybierano ją do Parlamentu Europejskiego. Przystąpiła do frakcji socjalistycznej, kierowała Komisją ds. Rozwoju i Współpracy. Po 1989 przeszła na emeryturę.

## Życie prywatne
Od 1954 była żoną polityka i prawnika Ernsta Güntera Focke (zm. 1961).

## Odznaczenia
Odznaczona Wielkim Krzyżem Zasługi (1972) i Wielkim Krzyżem Zasługi z Gwiazdą i Wstęgą (1974) Orderu Zasługi Republiki Federalnej Niemiec oraz Orderem Zasługi Nadrenii Północnej-Westfalii (1993).